# Calvaire de Locmeltro
Le calvaire de Locmeltro est un calvaire de Guern dans le Morbihan, en France.

## Localisation
Le calvaire est situé au lieu-dit Locmeltro, près de la chapelle Saint-Meldéoc, sur la commune de Guern.

## Historique
Le calvaire est construit en 1743, selon la date qui y est portée.
Il fait l'objet d'une inscription au titre des monuments historiques depuis le 19 novembre 1946.

## Architecture
Le calvaire se présente comme un fût cylindrique prenant appui sur un socle-autel carré. À son sommet, il porte, au verso, un Christ en croix et, au recto, la Vierge.